# ارتیل (شهر)

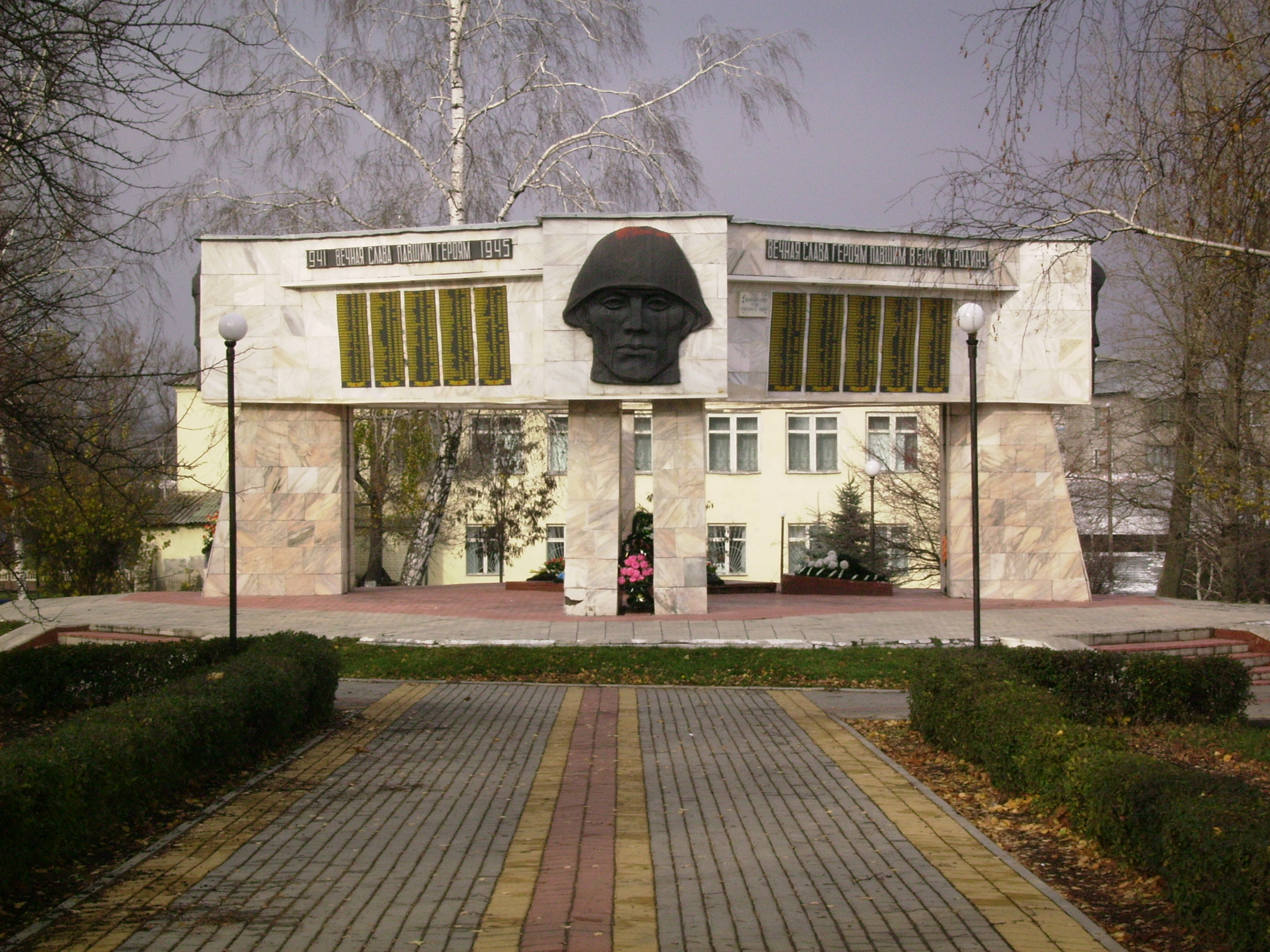
بیمارستان شهر ارتیل

شهر ارتیل (به روسی: Эртиль) در کشور روسیه و در اوبلاست وورونژ واقع شده‌است.